# Melbourne Victory Football Club
Melbourne Victory Football Club é um clube de futebol da cidade de Melbourne, na Austrália fundado em 2004.
Seu estádio é o AAMI Park, com capacidade para 30.050 espectadores. Também usa o Docklands Stadium (chamado Etihad Stadium por questões de patrocínio).

## Rivalidades
O seu grande rival é o Sydney Football Club, de Sydney, com quem joga o clássico The Big Blue, que envolve dois dois maiores times de futebol da Austrália.
Tem como seu rival vizinho de Melbourne, o Melbourne City Football Club.

## Títulos
| Nacionais | Nacionais                    | Nacionais | Nacionais                          |
| Troféu    | Competição                   | Títulos   | Temporadas                         |
| --------- | ---------------------------- | --------- | ---------------------------------- |
|           | A-league                     | 4         | 2006-07, 2008-09, 2014-15, 2017-18 |
|           | Copa da Austrália de Futebol | 2         | 2015, 2021                         |
| TOTAL     |                              |           |                                    |
|           | Títulos oficiais             | 6         | 6 Nacionais                        |